# Bouges-le-Château
 Bouges-le-Château  es una población y comuna francesa, en la región de  Centro, departamento de Indre, en el distrito de Châteauroux y cantón de Levroux.

## Demografía
| 588 | 501 | 402 | 360 | 308 | 255 |
| Para los censos de 1962 a 1999 la población legal corresponde a la población sin duplicidades (Fuente: INSEE [Consultar]) |     |     |     |     |     |